# Окленд (Айова)
Окленд (англ. Oakland) — місто (англ. city) в США, в окрузі Поттаваттамі штату Айова. Населення — 1524 особи (2020).

## Географія
Окленд розташований за координатами 41°18′27″ пн. ш. 95°23′47″ зх. д. / 41.30750° пн. ш. 95.39639° зх. д. (41.307634, -95.396487).  За даними Бюро перепису населення США в 2010 році місто мало площу 4,09 км², з яких 3,69 км² — суходіл та 0,40 км² — водойми.

## Демографія
Згідно з переписом 2010 року, у місті мешкало 1527 осіб у 604 домогосподарствах у складі 407 родин. Густота населення становила 373 особи/км².  Було 657 помешкань (161/км²).
Расовий склад населення:
| - 96,7 % — білих - 0,5 % — чорних або афроамериканців - 0,2 % — корінних американців - 1,5 % — осіб інших рас |

До двох чи більше рас належало 1,2 %. Частка іспаномовних становила 4,3 % від усіх жителів.
За віковим діапазоном населення розподілялося таким чином: 24,8 % — особи молодші 18 років, 57,0 % — особи у віці 18—64 років, 18,2 % — особи у віці 65 років та старші. Медіана віку мешканця становила 39,8 року. На 100 осіб жіночої статі у місті припадало 89,0 чоловіків;  на 100 жінок у віці від 18 років та старших — 86,8 чоловіків також старших 18 років.
Середній дохід на одне домашнє господарство  становив 70 004 долари США (медіана — 67 386), а середній дохід на одну сім'ю — 77 622 долари (медіана — 75 313). Медіана доходів становила 41 181 долар для чоловіків та 34 250 доларів для жінок. За межею бідності перебувало 6,1 % осіб, у тому числі 6,4 % дітей у віці до 18 років та 3,1 % осіб у віці 65 років та старших.
Цивільне працевлаштоване населення становило 777 осіб. Основні галузі зайнятості: виробництво — 20,5 %, освіта, охорона здоров'я та соціальна допомога — 17,6 %, роздрібна торгівля — 13,8 %.